# Ural Music Night
«Ural Music Night» — международный музыкальный фестиваль в Екатеринбурге. Проводится в ночь с пятницы на субботу в конце июня. Особенность фестиваля в том, что он проходит сразу на множестве площадок по всему центру Екатеринбурга. Вход на каждую из них свободный. Завершается мероприятие гала-концертом под открытым небом на главной сцене возле Свердловского театра Драмы.
Проводится ежегодно с 2015 года.

## История фестиваля
Впервые фестиваль был проведен в ночь с 26 на 27 июня 2015 года. Тогда по данным организаторов он привлек около 70000 человек на 40 площадках. Вторая Ночь Музыки состоялась 24 июня 2016 года. По тем же данным суммарная аудитория превысила 120000 человек, а площадок стало 70.
Ural Music Night 2017 состоялась 23 июня. Количество площадок увеличено до ста. Среди них — Оперный театр, Окружной дом офицеров, Главпочтамт, Детская филармония, Уральский музыкальный колледж, кинотеатры «Колизей» и «Салют», вузы, рестораны и бары. В 2017 году Ночь Музыки впервые получила грант губернатора Свердловской области — 3 миллиона рублей. Фестиваль посетили 1500 музыкантов из 20 стран, а также 150 000 гостей. Ведущим интернет-трансляции с фестиваля стал Дмитрий Губерниев. Примечательными площадками фестиваля стали «Opera Music Night», «Изумрудный город», «Музыка закрытых окон», «Звуки крыш».
Ural Music Night 2018 состоялась 29 июня в самый разгар проведения чемпионата мира по футболу, этап которого прошел в Екатеринбурге. Это единственное массовое мероприятие, разрешенное комитетом FIFA для проведения в дни Чемпионата. Фестиваль прошел на 104 площадках, его посетили 2000 музыкантов из 20 стран мира и 200 000 зрителей. Хедлайнерами фестиваля стали Нейромонах Феофан, Иван Дорн, Baccara, Joy, Arabesque, Heilung, NOIZE MC, Therr Maitz, Курара, EmirKusturica& The NoSmokingOrchestra, Сансара, FEDUK, ГРОМЫКА, ТРИАГРУТРИКА и многие другие.
Ural Music Night 2019 прошла 28 июня. 100 площадок, 50 музыкальных направлений от эмбиента до оперы, 30 хедлайнеров, 2500 молодых музыкантов со всего мира, 500 часов общего звучания и всего 1 ночь. Её посетило 300 000 зрителей. Среди хедлайнеров Little Big, Grupo Fantasma, The Blind Suns, Shortparis, JazzRauschBigband, Brainstorm, Запрещенные барабанщики, Ромарио, Хаски и другие.
В декабре 2019 года фестиваль получил специальный приз жюри Европейской Ассоциации Фестивалей (EFA) в номинации «Выдающийся молодой фестиваль в России и Европе».
В 2019 году фильм о фестивале "#МояНочьМузыки" стал победителем Национальной Молодёжной Кинопремии.

#### 2020 год
В 2020 году в Ural Music Night приняли участие 170 000 зрителей. Тем не менее «Уральская Ночь Музыки» стала самым крупным фестивалем, прошедшим в 2020 году.
Открывала программу Ural Music Night-2020 первая музыкальная конференция: более 700 участников и онлайн трансляции с каждой лекции (123 600 просмотров). На конференции обсуждали вопросы современного продвижения творческих событий и проектов, сотрудничество с крупными брендами, актуальные возможности для музыкантов и культурных деятелей.
С 10 площадок фестиваля велась онлайн-трансляция, которая набрала более 5,7 млн. просмотров. Всего трансляцию посмотрели жители 60-ти регионов России и 8-ми иностранных государств (Украина, Беларусь, Германия, Казахстан, США, Израиль, Нидерланды, Молдова).
Одной из важных особенностей фестиваля в 2020 году стала возможность финансовой поддержки молодых музыкантов. Каждый зритель мог перечислить средства напрямую коллективам через мобильное приложение или сайт фестиваля.
Одним из заметных событий фестиваля стала премьера символики всемирной Универсиады, которая должна была состояться Екатеринбурге в 2023 году.
Певица Ёлка во время гала-концерта Ural Music Night-2020 презентовала новый трек «Не наговаривай» вместе с солистом RSAC — Феликсом Бондаревым.
50 площадок, 2 000 музыкантов, хедлайнеры: Певица Ёлка, Вадим Эйленкриг, The Hatters, Хлеб, Максим Свобода, Кристина Кошелева, «Большой Симфонический Квартирник» (Алексей Романов («Воскресение»), Максим Леонидов («Секрет»), Алексей Иващенко («Иваси»), Александр Гагарин («Сансара»), «Ромарио», Струнный квартет «Аристократ»), Oligarkh, Отава Ё, AMBER SEPT, Junkyard Storytellaz, Flamencura.

#### 2021 год
25 июня планируется проведение Ural Music Night-2021, на 100 сценах в центре Екатеринбурга. 24 июня пройдет музыкальная конференция: лекции и воркшопы от музыкальных экспертов со всего мира.
В 2021 году оргкомитет фестиваля принял рекордное количество заявок от музыкантов со всего мира: 2 268.
В рамках «Уральской Ночи Музыки-2021» «Урал Опера Балет» сыграют юбилейный 100-й спектакль «Травиата». Это станет последним исполнением оперы в данной постановке. Опера станет первой полноценной постановкой театра на открытом воздухе. Специально для фестиваля создадут версию продолжительностью 1 час 40 минут.

## Площадки
Ural Music Night проводится на множестве площадок одновременно. На каждой из них звучит музыка разных жанров: классика, рок-н-ролл, бардовская песня, этника, духовые оркестры, хоровое пение, лаундж, джаз и другие. Всего более 50 музыкальных направлений.
В качестве площадок задействются различные общественные места: сверы, парки, кафе, рестораны, площади и т.д. Вход на них свободный. С 2022 года организуется более 100 сцен по всему городу. Большинство площадок начинают свою работу после 18:00. В 02:00 начинается гала-концерт «Светает», проходящий на открытой сцене, установленной на Октябрьской площадки возле Свердловского театра Драмы.
Гала-концерт завершается на рассвете, хедлайнер фестиваля и Екатеринбургский Камерный Оркестр «B-A-C-H» исполняют песню «Луч солнца золотого» из советского мультфильма «По следам бременских музыкантов».

## Музыканты
Вика Цыганова, Витя АК, Emir Kusturica (Сербия), Heilung (Германия, Дания, Норвегия), Иван Дорн (Украина), Brainstorm (Латвия), Little Big, Noize MC, Grupo Fantasma (США), The Hatters, Ёлка, Хлеб, Нейромонах Феофан, Therr Maitz, Feduk, MARUV (Украина), Курара, Сансара, Браво, Вадим Самойлов, Триагрутрика, Хаски, Shortparis, Рита Dакота, Максим Свобода, Сергей Трофимов, Аффинаж, Kizan Daiyoshi (Япония),  Jazzrausch Bigband (Германия), Suit (Германия), Виртуозы Москвы, Иван Бессонов, Сергей Полтавский, Вадим Эйленкриг,DJ Sunamori (Япония), The Blind Suns (Франция), резиденты Ninja Tune (Великобритания), Subterranean Street Society (Дания), Iqhuga Lipholile (ЮАР), Ромарио, Запрещённые барабанщики, Громыка, The Assist (Великобритания), Riscas (Великобритания), Adam Ben Ezra (Израиль), Bohemian Bards (Чехия), BANDO (Германия), Gonzalo Bergara Quartet (Аргентина), Валерий Степанов,  Женя Любич, Arabesque (Германия), Baccara (Испания), Javier Gomez Flamenco (Испания), JOY (Австрия), seydanil (Белоруссия), Kubinyi Júlia - Szokolay Dongó Balázs duo (Венгрия), Leonid & Friends, LRK trio, Pankow (Германия),Valentin Boghean (Молдавия), ВИА Татьяна, Mlada Choir, Приморский Парк, Disco Dicks (Германия), DSCHINGHIS KHAN (Германия), Filatov & Karas, Jazzrausch Bigband (Германия), KALBEN (Турция), la Cris (Испания), Shalosh trio (Израиль), the Twang (Великобритания), Бандо (Германия), ГРОТ, Настя Кудри, Трио Кондаков-Волков-Багдасарьян, Эпидемия, Amber Sept, Flamencura, Junkyard Storytellaz, Oligarkh, ProJazz Gro (Армения), Кристина Кошелева, Ноль Три, Отава Ё, Старый приятель.

## Дополнительные активности
- У фестиваля есть свое СМИ музыкальной направленности — Ural Music Magazine[22], где публикуются музыкальные новости (в основном из Екатеринбурга), информация о новых релизах местных музыкантов, видео-контент, афиша и статьи на музыкальную тематику. Также на ресурсе размещена информация о музыкантах и площадках Ночи Музыки.
- Один из рекламных ходов организаторов фестиваля — создание так называемых «Поющих афиш» с графическим кодом, считать который можно при помощи мобильного приложения. После сканирования кода гаджет воспроизводит музыкальную композицию, зашифрованную в той ли иной афише. При кодировании использовалась технология «рисованного звука»[23], появившаяся в 30-х годах XX века[24]. В 2016 году рекламное агентство «Восход», разработавшее афиши, было номинировано на международном фестивале рекламы «Каннские львы» в категории «Промо и активности»[25].
- Ежегодно в рамках «Ночи Музыки» проводится велосипедный квест, организуемый движением «Вело-город».
- В 2017 году Почта России анонсировала выпуск специальных открыток, посвященных Ural Music Night[26]. На них изображены виды Екатеринбурга и символика фестиваля.
- Сайд-проекты UMN посвящены обучению и развитию музыкантов со всего мира. Так, проект Ural Music School, в рамках которого состоится Второй Всероссийский фестиваль школьных самодеятельных коллективов, поможет продвинуться молодым музыкантам. Участниками проекта станут коллективы со всей России в возрасте с 12 до 18 лет. Жюри возглавляет известный Российский Рок-музыкант Вадим Самойлов. Школьников ждут мастер-классы, гитарный практикум, работа со сценическим оборудованию, практикум по концертному саунд-чеку. А 29 июня все коллективы выступят на площадке Ural Music School.
- Другой проект фестиваля — Ural Music Volunteer Crew[27] начал свою работу с 16 октября 2017 года и будет завершен 1 июля 2018. Курсы будут проходить дважды в месяц по шести направлениям*: переводчики, координаторы сцен, работники информационного центра, помощники пресс- атташе, технические специалисты, фото и видеорежиссеры. Для всех участников занятия бесплатные.
- Ural Music University — еще один образовательный проект для музыкантов, организаторов, PR и SMM-специалистов курс состоит из теоретической и практической частей. мероприятия проходят раз в две недели, вход на все лекции свободный. Каждый студент получает диплом, а лучшие смогут реализовать свою концепцию площадки в рамках UMN. www.the-village.ru. Дата обращения: 31 марта 2020. Архивировано 26 июля 2018 года.
- «Предварительная программа» состоялась с 25 по 28 июня, за неделю до события Ural Music Night 2018 года. Мероприятие посвящено креативной экономике в городских пространствах. Приглашенные продюсеры, музыкальные журналисты и критики, директора фестивалей и музыкальных коллективов, дизайнеры и программисты прочитали лекции и провели круглые столы о музыкальной индустрии. Вход на все мероприятия — свободный.
- Команда фестиваля Ural Music Night и РА «Восход» Архивная копия от 15 апреля 2021 на Wayback Machine в 2020 году запустили международный проект antyfest.ru, чтобы поддержать мировое фестивальное движение и привлечь внимание к индустрии, пострадавшей от пандемии Covid-19.[28] Организаторы создали мини-копии сцен 11 фестивалей из России, Нидерландов, Словакии, Южной Кореи, Латвии, Израиля, Нигерии и Сербии, куда пригласили необычных зрителей. 8 000 настоящих муравьев воссоздали дух толпы, ведь им, к счастью, не обязательно соблюдать правила социального дистанцирования. Вебсайт проекта — своего рода карта фестивалей и «муравейник», где зритель может посмотреть видео с муравьями, которые танцуют, ликуют и отдыхают на мини-копиях сцен всех 11 участников проекта. С помощью ANTYfest фанаты могли ей помочь: поддержать фестивали донатом и приобрести их мерч. Трансляцию смотрели 150 тыс. человек, сайт проекта посетили зрители из 41 страны.[29] Проект поддержали зарубежные СМИ — от New York Post[30] до вьетнамского Thanh Nien.[31]

ANTYfest стал лауреатом самой престижной диджитал−премии мира Webby Awards-2021. Макро−фестиваль завоевал признание жюри в категории Advertising, Media & PR: Branded Content.
ANTYfest завоевал серебро в рубрике "Проект мирового масштаба" на Effie Awards Russia 2021 (Самая престижная в мире награда в маркетинге, которая вручается за главное достижение в сфере рекламных и маркетинговых коммуникаций. Конкурс проводится с 1968 года в 52 странах, на 5 континентах).
- 28 октября 2020 года прошел фестиваль Ekbrum Music Session, который объединил два города музыки: Екатеринбург и Бирмингем. Талантливые коллективы из двух стран сыграли трехчасовой онлайн-концерт. Это стало частью онлайн-фестиваля Different Ever After, проводимого Посольством Великобритании в Москве и просветительским медиа «Теории и практики».[34]   Участники: Бирмингем (BRUM): Mayday, The Pines, Portobello, Cage Park, Free Galaxy, The Nu, Felix Shepherd, Hunger Moon, Broken Witt Rebels. Екатеринбург (EKB): Blues Bastards, Флора Бичахчян, Миша Лузин, Simple Madness, Solution, Skookiny Deti.[35]

## Организаторы
Основными организаторами являются ООО «Продюсерский центр «Лад» Архивная копия от 19 апреля 2021 на Wayback Machine и АНО «Ассоциация музыкантов Урала»  Архивная копия от 19 апреля 2021 на Wayback Machine, при поддержке Правительства Свердловской области и Администрации г. Екатеринбурга. Оргкомитет фестиваля возглавляет губернатор Свердловской области Евгений Владимирович Куйвашев.

## Партнеры и спонсоры
Поддержку фестивалю так или иначе оказывает ряд организаций.
2018-2021 год проект реализовывался с использованием гранта Президента Российской Федерации, предоставленного Фондом президентских грантов.
Ural Music Night проходит при поддержке Губернатора Свердловской области, Правительства Свердловской области, Администрации Екатеринбурга, Ельцин Центра.
Генеральный партнер: «Сима-Ленд». Организации, которые выступали партнерами и спонсорами в разные годы: BY, «Мотив», УГМК», «РМК», «ВКонтакте», «СКБ-банк», «Ростелеком», angelo by Vienna House Ekaterinburg, «Атомстройкомплекс», «Уральские авиалинии», Vista, AversFit, DoubleTapp, Talisman, Translit, «Аэропорты Регионов», Four Elements Hotel Ekaterinburg, Hyatt Regency Ekaterinburg, «СКБ-банк», «Ростелеком», Harman, Street Beat, РА «Восход», БЦ «Альянс».
Дипломатические миссии: Генеральное консульство США в Екатеринбурге, Генеральное Консульство Франции в Екатеринбурге. Генеральное Консульство Великобритании в Екатеринбурге, Посольство Израиля в Москве, Посольство Японии в России, Генеральное Консульство Венгрии в Екатеринбурге, Генеральное Консульство Германии в Екатеринбурге, Почетное Консульство Турецкой Республики в Екатеринбурге, Посольство Южно-Африканской Республики в Российской Федерации.